# Championnat d'Allemagne de hockey sur glace 1995-1996
Saison précédente Saison suivante
La saison 1995-1996 est la seconde saison de la Deutsche Eishockey-Liga.

## Résultat

### Saison régulière
Les seize meilleures équipes de la saison régulière sont qualifiées pour la suite de la compétition.
| Position | Équipe              | Points | PJ | V  | N  | D  | Dp | BP  | BC  | Diff |
| -------- | ------------------- | ------ | -- | -- | -- | -- | -- | --- | --- | ---- |
| 1        | Kölner Haie         | 79     | 50 | 37 | 4  | 8  | 1  | 261 | 121 | +140 |
| 2        | Preussen Berlin     | 79     | 50 | 35 | 7  | 6  | 2  | 219 | 107 | +112 |
| 3        | Düsseldorfer EG     | 77     | 50 | 36 | 4  | 9  | 1  | 228 | 127 | +101 |
| 4        | EV Landshut         | 77     | 50 | 38 | 1  | 11 | 0  | 222 | 127 | +95  |
| 5        | Schwenninger ERC    | 68     | 50 | 30 | 6  | 12 | 2  | 214 | 150 | +64  |
| 6        | Adler Mannheim      | 67     | 50 | 29 | 7  | 12 | 2  | 195 | 163 | +32  |
| 7        | Krefelder EV        | 58     | 50 | 26 | 5  | 18 | 1  | 169 | 154 | +15  |
| 8        | Frankfurt Lions     | 52     | 50 | 22 | 5  | 20 | 3  | 189 | 162 | +27  |
| 9        | Kassel Huskies      | 52     | 50 | 19 | 12 | 17 | 2  | 149 | 148 | +1   |
| 10       | Ratinger Löwen      | 48     | 50 | 21 | 3  | 23 | 3  | 181 | 195 | -14  |
| 11       | EHC 80 Nürnberg     | 42     | 50 | 16 | 8  | 24 | 2  | 143 | 179 | -36  |
| 12       | Augsbourg EV        | 42     | 50 | 17 | 6  | 25 | 2  | 163 | 180 | -17  |
| 13       | SB Rosenheim        | 41     | 50 | 16 | 6  | 25 | 3  | 158 | 195 | -37  |
| 14       | SC Riessersee       | 37     | 50 | 16 | 4  | 29 | 1  | 147 | 213 | -66  |
| 15       | Kaufbeuren          | 33     | 50 | 13 | 6  | 30 | 1  | 145 | 228 | -83  |
| 16       | EC Hanovre          | 28     | 50 | 12 | 4  | 34 | 0  | 138 | 251 | -113 |
| 17       | EHC Eisbären Berlin | 27     | 50 | 11 | 3  | 34 | 2  | 125 | 236 | -111 |
| 18       | ESG Weißwasser      | 21     | 50 | 9  | 3  | 38 | 0  | 126 | 236 | -110 |

### 8ede finale
|                             |   |                     | Série | 1        | 2        | 3    | 4        | 5        |
| --------------------------- | - | ------------------- | ----- | -------- | -------- | ---- | -------- | -------- |
| Kölner Haie                 | - | EC Hannover         | 3-0   | 6-1      | 9-2      | 7-1  | –        | –        |
| Preußen Devils              | - | Kaufbeurer Adler    | 3-0   | 7-2      | 8-3      | 11-2 | –        | –        |
| Düsseldorfer EG             | - | SC Riessersee       | 3-0   | 6-1      | 3-2      | 6-3  | –        | –        |
| EV Landshut                 | - | Starbulls Rosenheim | 3-1   | 7-0      | 4-2      | 3-5  | 5-1      | –        |
| Schwenninger ERC Wild Wings | - | Augsburger Panther  | 1-3   | 6-3      | 3-9      | 1-3  | 4-5 a.p. | –        |
| Adler Mannheim              | - | Nürnberg Ice Tigers | 3-2   | 4-5 a.p. | 2-1      | 0-2  | 3-0      | 2-1 a.p. |
| Krefeld Pinguine            | - | Ratinger Löwen      | 3-0   | 5-1      | 3-2 a.p. | 4-2  | –        | –        |
| Frankfurt Lions             | - | EC Kassel Huskies   | 0-3   | 3-4      | 3-4      | 1-2  | –        | –        |

### Quarts de finale
|                       |   |                    | Série | 1        | 2   | 3        | 4        | 5   |
| --------------------- | - | ------------------ | ----- | -------- | --- | -------- | -------- | --- |
| Kölner Haie           | - | Augsburger Panther | 3-0   | 8-5      | 5-3 | 7-3      | –        | –   |
| Preußen Devils Berlin | - | EC Kassel Huskies  | 3-2   | 3-4 a.p. | 4-3 | 5-1      | 4-5 a.p. | 3-1 |
| Düsseldorfer EG       | - | Krefeld Pinguine   | 3-0   | 4-1      | 5-4 | 7-5      | –        | –   |
| EV Landshut           | - | Adler Mannheim     | 3-0   | 3-2      | 4-1 | 3-2 a.p. | –        | –   |

### Demi-finales
|                       |   |                 | Série | 1   | 2   | 3   | 4        | 5 |
| --------------------- | - | --------------- | ----- | --- | --- | --- | -------- | - |
| Kölner Haie           | - | EV Landshut     | 3-1   | 4-2 | 6-5 | 6-9 | 5-4 a.p. | – |
| Preußen Devils Berlin | - | Düsseldorfer EG | 0-3   | 5-6 | 2-5 | 0-6 | –        | – |

### Finale
|             |   |                 | Série | 1   | 2   | 3   | 4   | 5 |
| ----------- | - | --------------- | ----- | --- | --- | --- | --- | - |
| Kölner Haie | - | Düsseldorfer EG | 1-3   | 7-4 | 1-5 | 0-5 | 2-4 | – |

## Bilan
Le Düsseldorfer EG remportent un 8e titre de champion d'Allemagne.

### Effectif vainqueur
| Champion d'Allemagne Düsseldorfer EG | Gardiens de but : Helmut de Raaf, Carsten Gossmann Défenseurs : Brad Bergen, Uli Hiemer, Torsten Kienass, Andreas Niederberger, Christoph Kreutzer, Sergueï Sorokine, Robert Sterflinger Attaquants : Andreas Brockmann, Benoît Doucet, Lorenz Funk junior, Dieter Hegen, Ernst Köpf junior, Alekseï Koudachov, Bernd Kühnhauser, Wolfgang Kummer, Patrick Lebeau, Mikko Mäkelä, Gordon Sherven, Bernd Truntschka, Chris Valentine Entraîneur : Hardy Nilsson |

### Meilleurs pointeurs saison régulière
Cette section présente les meilleurs pointeurs de la saison régulière.
|    | Joueur           | Équipe       | B  | A  | Pts |
| -- | ---------------- | ------------ | -- | -- | --- |
| 1  | Robert Reichel   | Francfort    | 47 | 54 | 101 |
| 2  | Jiri Lala        | Francfort    | 36 | 48 | 84  |
| 3  | Sergueï Berezine | Cologne      | 50 | 31 | 81  |
| 4  | Bobby Reynolds   | Ratingen     | 44 | 37 | 81  |
| 5  | John Chabot      | Preussen     | 16 | 65 | 81  |
| 6  | Pavel Gross      | Mannheim     | 29 | 43 | 72  |
| 7  | Jeff Lazaro      | Ratingen     | 29 | 42 | 71  |
| 8  | Mike Bullard     | Landshut     | 29 | 40 | 69  |
| 9  | Mark MacKay      | Schwenningen | 31 | 36 | 67  |
| 10 | Rich Chernomaz   | Schwenningen | 24 | 43 | 67  |

### Meilleurs pointeurs séries éliminatoires
|   | Joueur           | Équipe     | B  | A  | Pts |
| - | ---------------- | ---------- | -- | -- | --- |
| 1 | Peter Draisaitl  | Cologne    | 9  | 14 | 23  |
| 2 | Sergueï Berezine | Cologne    | 13 | 9  | 22  |
| 3 | John Chabot      | Preussen   | 5  | 14 | 19  |
| 4 | Patrick Lebeau   | Düsseldorf | 11 | 6  | 17  |
| 5 | Henri Marcoux    | Landshut   | 8  | 9  | 17  |

### Trophées
- Joueur de l'année : Sergueï Berezine (Cologne).
- Meilleur gardien : Klaus Merk (Preussen Berlin).
- Meilleur défenseur : Tom O'Regan (Preussen Berlin).
- Meilleur attaquant : Sergueï Berezine (Cologne).
- Meilleur entraîneur : Hans Zach (Kassel).
- Équipe-type : Klaus Merk (Preussen Berlin) ; Tom O'Regan (Preussen Berlin) - Sergueï Sorokine (Düsseldorf) ; Sergueï Berezine (Cologne) - Mark MacKay (Schwenningen) - Robert Reichel (Francfort).